# Braunschweiger Tageblatt
Das Braunschweiger Tageblatt war eine von 1865 bis 1897 in Braunschweig erschienene Tageszeitung.

## Geschichte

Carl Friedrich Beddies mit einem Exemplar des Braunschweiger Tageblattes (vor 1895).

Die erste Ausgabe des Braunschweiger Tageblattes erschien am 1. September 1865. Das einflussreiche Blatt war „die erste moderne politische Tageszeitung mit lokaler Einstellung“ und galt als politisch freisinnig und deutschnational.
Ihr Gründer, Verleger und Redakteur war Friedrich Wagner (1834–1886). Gedruckt wurde die Zeitung im Verlag von Julius Krampe. Redakteure waren u. a. Bernhard Abeken (1870–1874), Otto Elster, Otto Felsing, Friedrich Lange, Ernst Scherenberg (1865–1870) und Eugen Sierke. Für das Tageblatt schrieben u. a. Friedrich Lange, Ferdinand Spehr, Samuel Spier. Um 1889 betrug die Auflage um 6000 Exemplare, montags war ein „Unterhaltungsblatt“ beigelegt, zwischen 1869 und 1893 erschien eine „Extra-Beilage“. Ab Oktober 1866 enthielt das Tageblatt Meldungen über das Wetter vom Vortag, woraus sich später die noch heute in der regionalen Presse üblichen Wettervorhersagen entwickelten.
1866, bereits ein Jahr nach der Gründung der Zeitung, kam es zu einem öffentlich ausgetragenen Schlagabtausch zwischen der Zeitung, insbesondere mit ihrem Gründer Wagner und dem Redakteur Scherenberg, in deren Berichterstattung sich der in Braunschweig aktive sozialdemokratische Politiker August Otto-Walster verunglimpft fühlte. Otto-Walster veröffentlichte daraufhin die Streitschrift Die Wahrheitsliebe des Braunschweiger Tageblattes und meine Wirksamkeit in Nassau.
Am 1. Januar 1898 wurde das Braunschweiger Tageblatt mit der Braunschweiger Landeszeitung (1880–1936) zusammengelegt und ging darin auf.